# Albrecht Schumann
Albrecht Schumann (* 25. Dezember 1911 in Bautzen; † 28. April 1999 in Bad Homburg) war ein deutscher Ingenieur und langjähriger Vorstandsvorsitzender von Hochtief.

## Leben
Schumann studierte Bauingenieurwesen an der Universität Karlsruhe und beendete sein Studium mit der Promotion zum Dr.-Ing. Er war Mitglied der dortigen Burschenschaft Teutonia. Ab 1941 arbeitete er im Baugeschäft seiner Eltern. Als es nach dem Krieg in der DDR keine Perspektiven für private Unternehmen mehr gab, zog er mit seiner Familie in die Bundesrepublik. Anfang der Sechzigerjahre begann Schumann seine Tätigkeit bei Hochtief. 1966 wurde er Mitglied des Vorstandes und zwei Jahre später Vorsitzender. Er bekleidete dieses Amt bis Ende 1980. Albrecht war verantwortlich für die Entwicklung von Hochtief zu einem Konzern und für den Ausbau der internationalen Geschäfte. In den 1970er Jahren entwickelte sich der Konzern durch Großaufträge im Vorderen Orient zu einem prosperierenden Unternehmen.